# Planaxidae
Famille
Les Planaxidae sont une famille de mollusques gastéropodes. 

## Liste des espèces
Selon World Register of Marine Species (26 février 2018) :
- genre Angiola Dall, 1926
- genre Cabania Lozouet & Senut, 1985 †
- genre Chilkaia Preston, 1915
- genre Fissilabia MacGillivray, 1836
- genre Fossarus Philippi, 1841
- genre Halotapada Iredale, 1936
- genre Hinea Gray, 1847
- genre Holcostoma H. Adams & A. Adams, 1853
- genre Leioplanaxis Lozouet & Maestrati, 1994 †
- genre Orthochilus Cossmann, 1889 †
- genre Planaxis Lamarck, 1822
- genre Simulathena Houbrick, 1992
- genre Supplanaxis Thiele, 1929

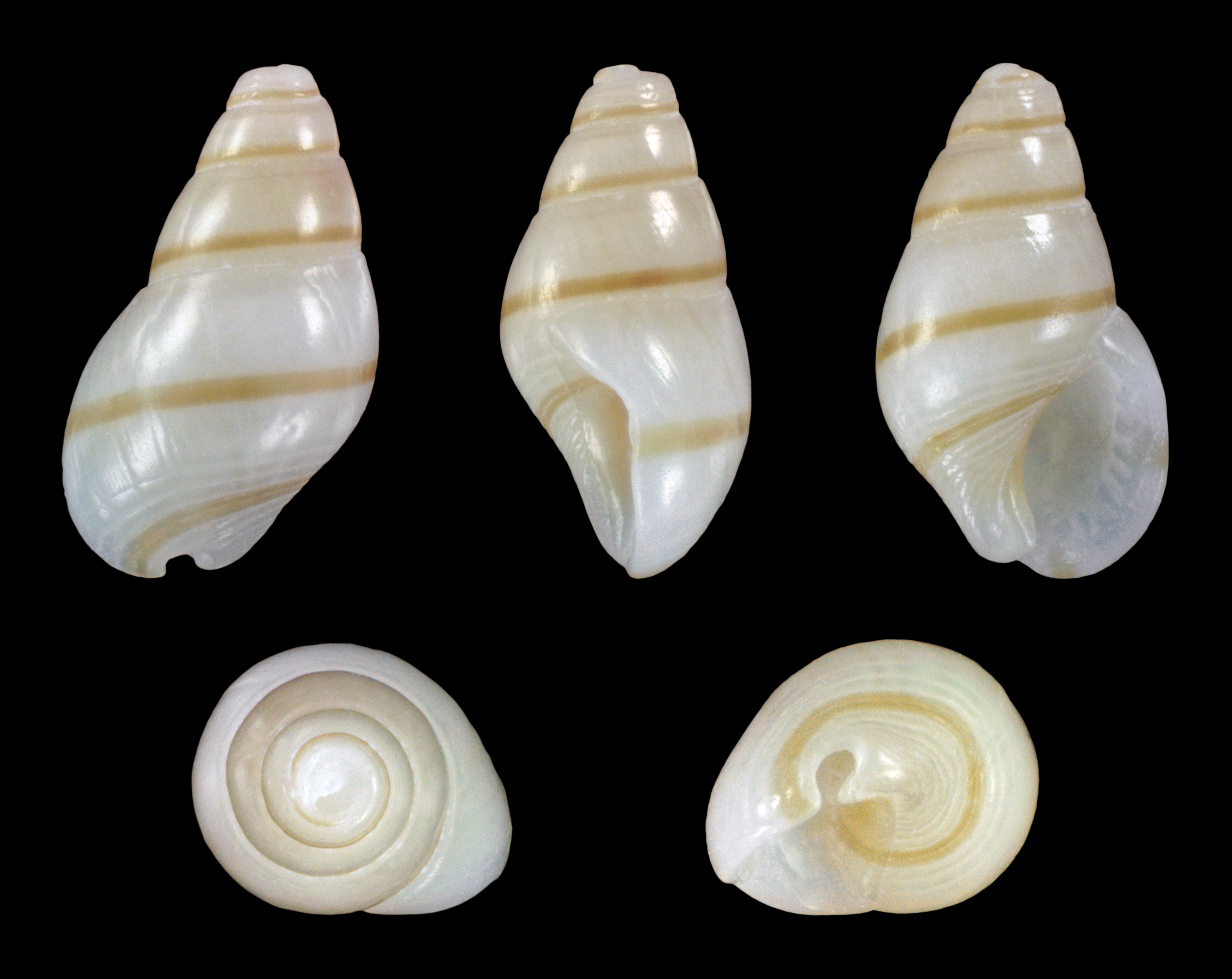
Angiola longispira
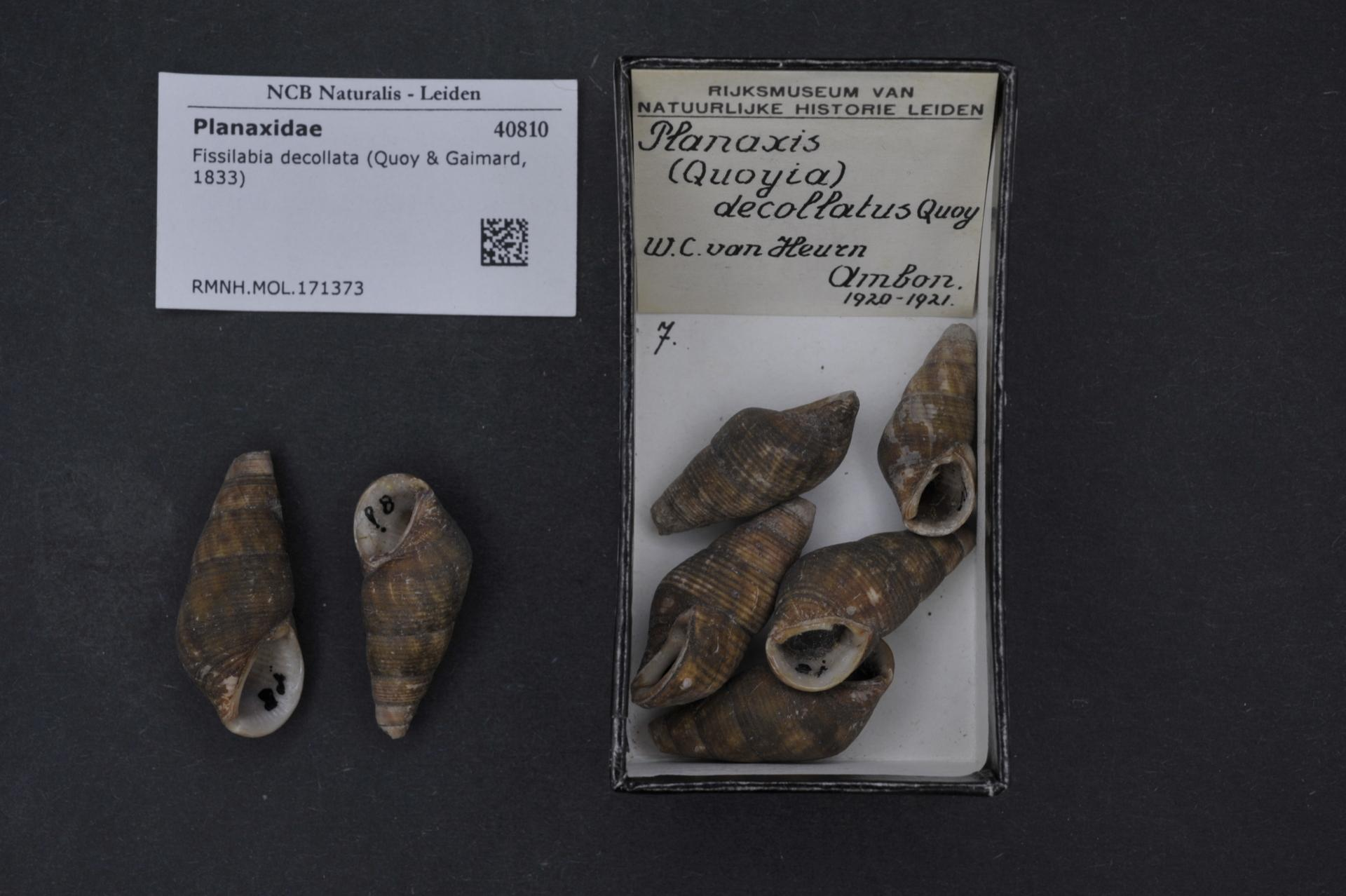
Fissilabia decollata
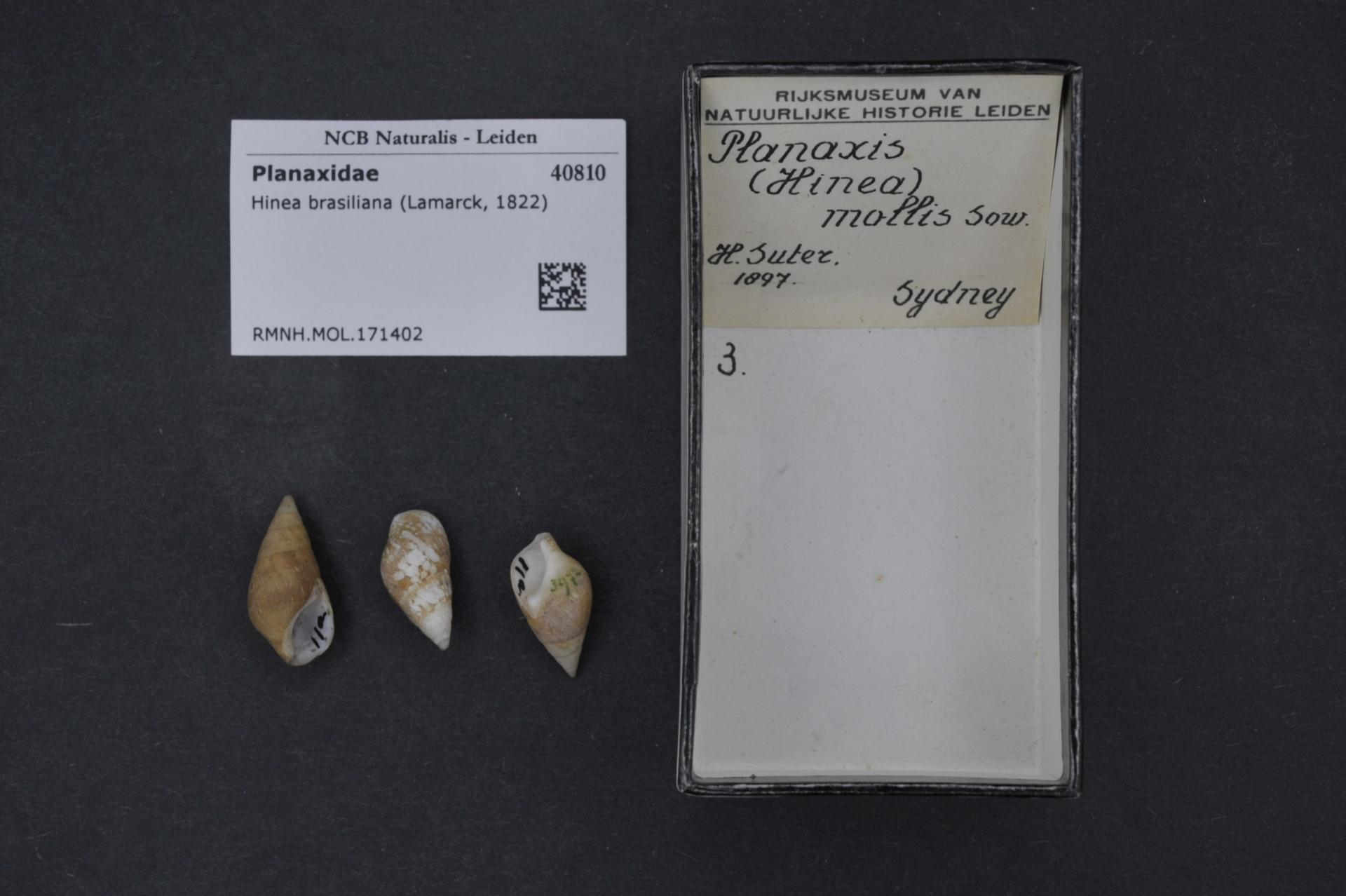
Hinea brasiliana
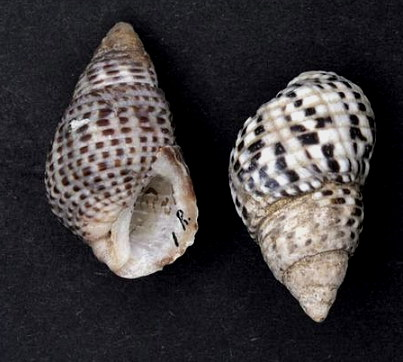
Planaxis sulcatus
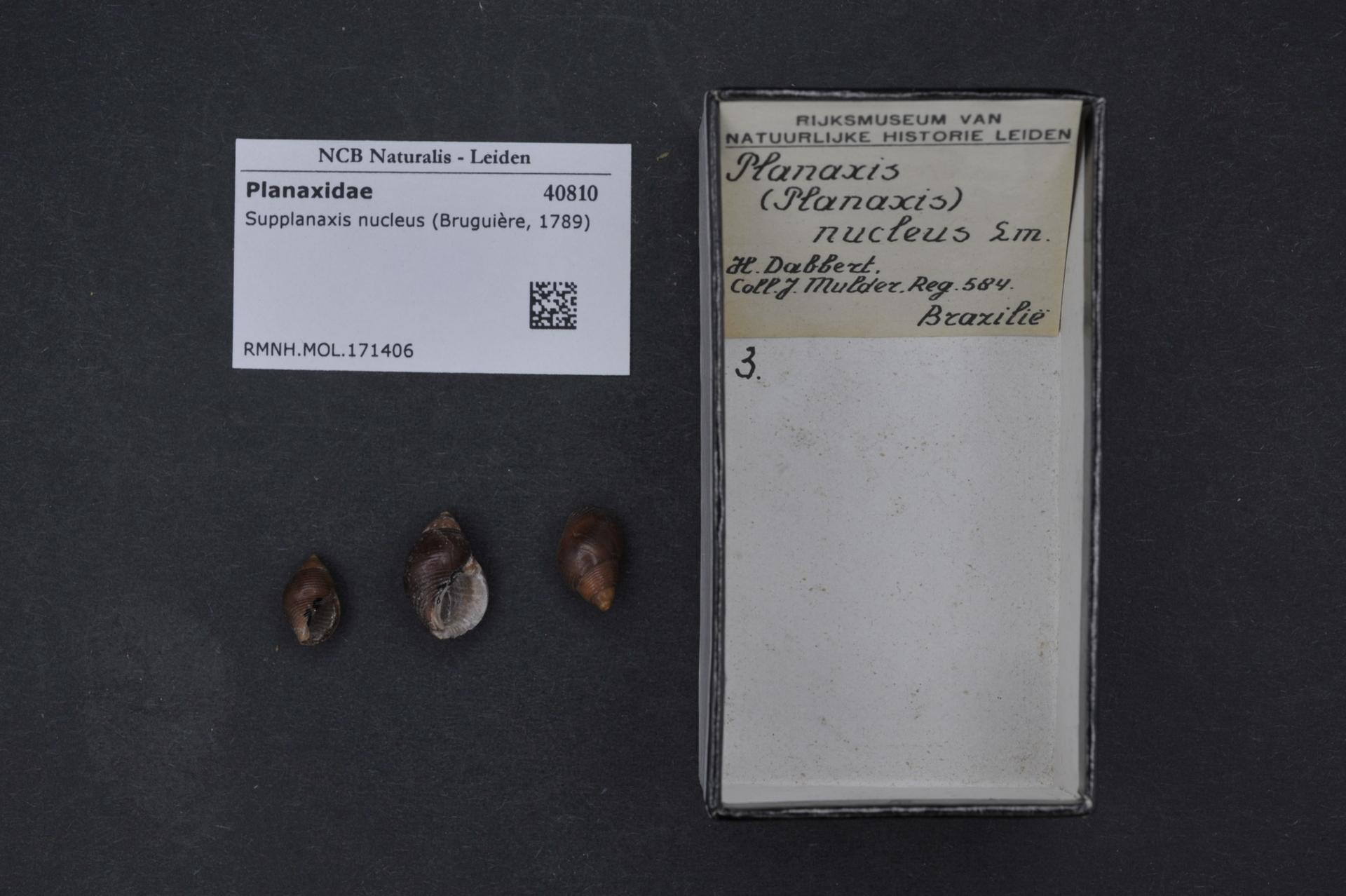
Supplanaxis nucleus